# Christoph Birkmann

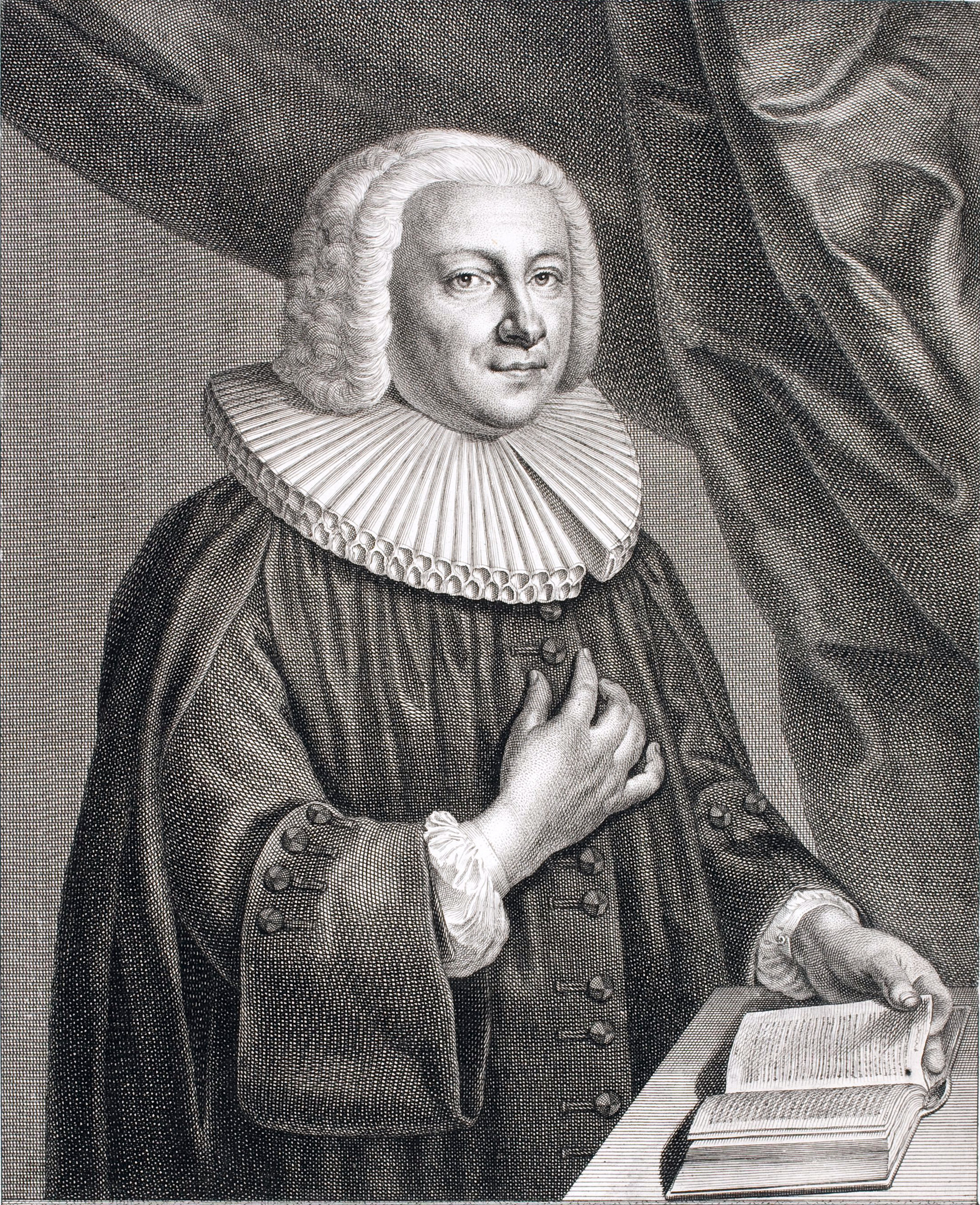
Christoph Birkmann (1759)

Christoph Birkmann (* 10. Januar 1703 in Nürnberg; † 11. März 1771 ebenda) war ein Bach-Schüler und Textdichter zahlreicher Bachkantaten, ab 1727 Pfarrer, später Senior von St. Egidien Nürnberg, der kurz zuvor neu errichteten und einzigen Barockkirche der Stadt.

## Leben
Birkmann studierte von 1724 bis 1727 Theologie und Mathematik an der Universität Leipzig und wirkte während dieser Zeit als Musiker an Bachs Kantatenaufführungen mit. Berühmte Kantatentexte, die Birkmann zugeschrieben werden, sind u. a. Ich will den Kreuzstab gerne tragen (BWV 56) und Ich habe genug, BWV 82.